# Los Heraclidas
Los Heraclidas (Ηρακλείδαι) es una tragedia de las llamadas patrióticas, escrita por Eurípides. Con ella, trata de predisponer a Atenas contra Esparta valiéndose del mito. Suele datarse la tragedia entre los años 430 y 426 a. C.
En la obra, los atenienses trataron muy bien a los espartanos, que se tenían por hijos de Heracles y que después darían mal pago con la guerra entre Esparta y Atenas. 
Se sabe que Esquilo escribió también sobre el tema, pero nada se tiene sobre la obra.

## Personajes
- YOLAO: sobrino, erómeno y compañero de andanzas de Heracles.
- Un HERALDO de Euristeo.
- DEMOFONTE: rey de Atenas.
- MACARIA: hija de Heracles.
- Un SIERVO.
- ALCMENA: madre de Heracles.
- Un MENSAJERO.
- EURISTEO: rey de la Argólida.
- HILO: hijo de Heracles.
- CORO de HERACLIDAS.

## Argumento
Los hijos de Heracles (primeros de los Heraclidas), capitaneados por Yolao y Alcmena, huyen a Atenas, pues el rey Euristeo ha ordenado que sean expulsados de su tierra. Se refugian como suplicantes de los dioses, y Demofonte, rey de la ciudad, les procura refugio. 
Llega el heraldo de Euristeo, que intenta llevarse a los Heraclidas por la fuerza. Al no conseguirlo, amenaza con la guerra. Demofonte sabe por un oráculo que obtendrá la victoria si sacrifica en honor a Deméter a la muchacha más noble, para lo que habría de matar a su hija o a alguna joven del mismo rango. 
Macaria, hija de Heracles, al tener conocimiento de la profecía, se ofrece voluntaria para morir, pues prefiere ese destino al de verse deshonrada o esclava. 
Tras sacrificarla, se apresuran a la batalla, habiendo llegado ya el ejército de Euristeo. Yolao, ya muy anciano, con ayuda de un siervo, se apresta a la batalla igualmente. 
Hilo, hijo de Heracles, desafía a un combate singular a Euristeo, que no se atreve a combatir con él. Como por obra de los dioses, Yolao rejuvenece, lucha ardorosamente en la batalla y captura a Euristeo, que es conducido hasta Alcmena, que quiere que lo ejecuten de inmediato, pero eso va contra las leyes de la ciudad. A pesar de que los ciudadanos se oponen, Alcmena consigue que ejecuten a Euristeo, que antes les dice que, según un oráculo, si lo entierran junto al santuario de Atenea, el espíritu de él protegerá a la ciudad de los descendientes de los hijos de Heracles, y así se hace tras su ejecución.  